# Редуцированные
Редуци́рованные — сверхкраткие фонемы.

## В славянских языках
В древних славянских языках существовали сверхкраткие гласные фонемы, которые обозначались буквами ъ («еръ») и ь («ерь») и происходили от праиндоевропейских (и праславянских) кратких ŭ и ĭ. Однако ещё в период славянской общности началось ослабление звучания подобных гласных — явление, называемое падением редуцированных. Это явление сыграло большую роль в формировании звукового и грамматического строя всех славянских языков.
До начала XIX века считалось, что буквы еръ и ерь не обозначали какого-либо специального звука. Например, отец славистики Й. Добровский полагал, что буква «еръ» была введена для обозначения пробела между словами. Первым установил звуковое значение этих букв А. Х. Востоков, выдвинувший предположение, что «ерами» обозначались некие «сверхкраткие» гласные.
В некоторых языках (в частности, южнославянских) звуковое значение сверхкратких гласных совпало, что привело к возникновению одноерового письма (когда в рукописи применяется либо только ерь, либо только еръ). Временами такое письмо использовалось и восточными славянами («Новгородский кодекс», некоторые берестяные грамоты).
Древнерусский язык до падения редуцированных называется раннедревнерусским, после — позднедревнерусским; тексты и слова, в которых не утрачены редуцированные, соответственно — раннедревнерусскими, с их утратой — позднедревнерусскими.

### Слабые редуцированные
Слабыми редуцированными были гласные без ударения в трёх случаях: на конце слова, перед слогом с гласным полного образования и перед слогом с сильным редуцированным. Утрата слабых редуцированных началась ещё во время славянской общности, в древнерусском языке слабые редуцированные полностью исчезли в XI—XII веках, а в северных диалектах — в XIII веке.

### Сильные редуцированные
Сильным положением ъ и ь была позиция под ударением и позиция перед слогом со слабым редуцированным. Компенсируя исчезновение слабых редуцированных, в славянских языках сильные, наоборот, прояснились в различные гласные.
В западной части ареала славянских языков звучание редуцированных сблизилось, и там они прояснились одинаково: как a в западных южнославянских языках и как e в западнославянских (кроме некоторых исключений в словацком и верхнелужицком). Однако в польском языке ь вдобавок вызвал смягчение предшествующего согласного.
В другой части южнославянских диалектов ь совпал с е, а ъ дал звук, близкий к ѫ, но без назализации. Впоследствии ѫ также утратил носовое звучание и совпал с этим рефлексом, в современном болгарском письме обозначаемым как ъ. В македонском языке ъ перешёл в о.
В восточнославянских языках ъ и ь дали соответственно о и е, причём в украинском языке эти новые звуки, в отличие от «старых» о и е, как правило не перешли в і в закрытых слогах. Кроме того, «новые» е, о в ряде случаев повлекли за собой т. н. второе полногласие: рус. верёвка < др.-рус. вьрвъка, укр. молоння < др.-рус. мълниѧ.

### Напряжённые редуцированные
Перед [j] редуцированные изменяли своё качество и на письме обозначались ы, и (в транскрипции обозначаются как [ы̌], [и̌] с гачеком).
Напряжённые редуцированные ы̌ и и̌ совпали с праславянскими рефлексами *y и *i (ы и и) соответственно во всех славянских языках, кроме русского, где разница напряжённых редуцированных с остальными утратилась, однако в безударных окончаниях прилагательных, частично под влиянием церковнославянской орфографии, пишется и произносится также -ый, -ий (вместо -ой, -ей).

## Хомовое пение
Одна из разновидностей старообрядческого знаменного пения — хомовое (наонное, раздельноречное) пение — исполняется с гласным произношением редуцированных гласных: ъ и ь произносятся как [о] и [е] соответственно. Хомовое пение получило распространение не позднее XIII века, а вышло из употребления в середине XVII века, сейчас используется лишь некоторыми старообрядцами.
Является ли хомовое пение продолжением живой традиции гласного произношения праславянских редуцированных, пока в точности не установлено (подробнее см. Хомовое пение#Причины возникновения), но факт географического совпадения ареалов особо позднего падения редуцированных (диалекты русского Севера) и преимущественного распространения беспоповства (Поморье) говорит в пользу этого предположения.

## В современном русском языке
В русском языке есть свои два вида сверхкратких гласных, не имеющих преемственности с праславянским:
1. Появились «из ниоткуда» на стыке большого количества согласных, чтобы это сочетание можно было удобнее произнести: «Мистер Твистер / Бывший минист(ъ)р…» (Самуил Маршак, знаком (ъ) отмечена явно прописанная в стихотворном размере редуцированная).
2. Уменьшились из обычной безударной гласной. Некоторые диалекты или говоры РФ наполнены множеством сверхкратких. Согласно доктору филологических наук Сергею Князеву[9], в пермском говоре можно часто услышать редуцирование:
  - въда — редуцированная «о» в слове «вода»;
  - нърмальный — редуцированная «о» в слове «нормальный»;
  - хъдить — редуцированная «о» в слове «ходить»;
  - тък — редуцированная «а» в слове «так»;
  - ъсвъбъдился — редуцируются звуки «о» в слове «освободился».

## В английском языке
Очень много безударных гласных в английском укоротились до редуцированных: police [pʰə̆ˈliˑs] (полиция). Редьярд Киплинг был одним из первых, кто вставлял редуцированное произношение в стихотворный размер.